# مينا أسدي
مينا أسدي (بالفارسية: مينا أسدى) (12 مارس 1943م في ساري، إيران) شاعرة وكاتبة إيرانية تعيش في المنفى في ستوكهولم، السويد. عرفت بكتاباتها حول مواضيع مثيرة للجدل، وخصوصًا عندما تصف الحرب ضد النظام الإيراني. في عام 2007م، كتبت قصيدة بعنوان «قوادون» (Djakesha). القصيدة حول أولئك الذين يعيشون في المنفى في إيران والذين نسوا النضال.
عملت مينا كصحفية في عدة مجلات إيرانية معروفة، منها لكيهان، وكتبت 14 كتابًا أشهرها كتاب «الذي يرمي الحجارة». كما كتبت مينا أسدي أيضًا أغاني لمطربين إيرانيين.

## وصلات خارجية
- الموقع الرسمي